# Spui (Zelândia)
Spui (51° 18′ N, 3° 53′ L) é uma cidade dos Países Baixos, na província de Zelândia. Spui (Zelândia) pertence ao município de Terneuzen, e está situada a 27 km sudeste de Flessingue.
Em 2001, a cidade de Spui tinha 107 habitantes. A área urbana da cidade é de 0.060 km², e tem 42 residências.
A área de Spui, que também inclui as partes periféricas da cidade, bem como a zona rural circundante, tem uma população estimada em 240 habitantes.